# 青春×機関銃
『青春×機関銃』（あおはる きかんじゅう、AOHARU×MACHINEGUN）は、NAOEによる日本の漫画作品、及びそれを原作としたテレビアニメ。2度読み切りが掲載された後に『月刊Gファンタジー』（スクウェア・エニックス）にて、2013年2月号から2019年9月号まで連載された。2015年2月にテレビアニメ化が発表され、同年7月より9月までTBSテレビほかで放送された。
サバイバルゲーム（サバゲー）を題材にしているが、作者のNAOEは本作をサバゲー漫画ではなく「人が死なないガンアクション漫画」と称している。

## ストーリー
少年のように見える女子高生の立花蛍は友人の矢島鼎がホストに騙されたという出来事に怒りを覚え、単身でホストクラブに乗り込む。そこで鼎に応対したというホスト・松岡正宗を断罪しようとするが、松岡の提案によりサバイバルゲームで決着を付けることになる。しかし、その結果立花は松岡に敗れてしまい、さらには店の用品を壊したことに対する借金の返済を理由に松岡率いるサバゲーのチーム「トイ☆ガンガン」に加入させられてしまう。松岡に連れられた定例会で、立花はトイ☆ガンガンのチームメイトであるSM専門のエロ漫画家・雪村透と出会い、二回戦で立花は雪村とペアで行動するも、立花を快く思っていない雪村はチームから追い出そうと嫌がらせを行う。しかし、それでも雪村を悪く思わないどころかポジティブな思考を持ち仲間になろうとする立花に次第に心を許していく。そして、トイ☆ガンガンは三回戦で敗退になるも雪村は立花のことを認め、立花もこういった出来事も悪くないと認識する。
その後、借金を返済し終えた立花は普通の生活へと戻っていくが、サバゲーで味わった感覚が忘れられず、日常生活にもその影響が出始めていた。雪村にも強敵と戦いたがっていると指摘される。そしてひょんなことから雪村の自宅に侵入しそこに飾られていたトイガンに釘づけになっていたところを松岡と雪村に見つかり、立花は松岡に誘われて再びサバゲーの世界に戻っていく。
立花は松岡のアドバイスを受けて雪村と共にサバゲーショップ「ECHIZEN」に訪れる。立花は、客の緑永将にH&K G3 SAS HCとサバゲーグッズ一式を勧められる。だが、合計金額に対し所持金が足りず支払えなくなるが、店長の宇佐木歳三が定めた「上にあがります」という合言葉のもと、立花は宇佐木に腕試しをしてもらうことになる。しかし、射的では撃った弾が全く命中せず宇佐木にあきれられるが、H&K G3 SAS HCを使用した宇佐木との対決で圧倒的な身体能力を見せつけ、1000円で購入する。
そして、立花はトイ☆ガンガンを復帰してから初の定例会に参加する。しかし、立花は自由に行動させてもらえないことに苛立ちを募らせて松岡と衝突し、立花は相楽華子率いるチームに追いやられてしまう。だが、立花は相楽から松岡の本心を知り、松岡と和解する。だが、同時に「トイ☆ガンガンに女性は入れない」ことを知る。さらに、雪村から「過去にトイ☆ガンガンには女性がいたが、相手チームに松岡の目の前で痛めつけるようにして殺され、その後チームを無言で去っていたことが松岡にとってのトラウマとなり、それ以降女性の加入は受け付けていない。そして、その女性と女性を撃った相手は今度のTGCに出場する」と聞く。
そしてTGC当日、立花はこれまでに感じたことのない殺気を感じるが、緑がそこに現れたことで立花の緊張は解けた。だが、緑は松岡と雪村の因縁の相手だった。しかも1回戦から緑率いるチーム・ホシシロと対戦することになる。ホシシロはTGCで4大会連続で優勝を果たす強豪チームだった。

## 登場人物

### トイ☆ガンガン
立花 蛍（たちばな ほたる）
声 - 小松未可子
松岡に勧誘されてサバゲーを始めた高校生。一人称は「立花」。アパート・月城荘202号室で一人暮らししている。武士のような言動や格好のせいで周囲には男だと思われているが、歴とした女子。周囲の勘違いゆえに松岡・雪村の両名からたびたびセクハラを受けることもあるが、当人達は立花を男だと思っているため(女性に対する)セクハラの自覚はない。正義感が強く、これまでに数々の断罪を行ってきた。その性格から宇佐木に「狙い撃ちなど出来ないタイプ」と分析されている。正義感が触発される以外にもトリガーとなる部分が多く、雪村からはその性質に疑問を持たれている。サバゲーの腕は未熟で仲間内からはノーコンだと揶揄されるものの、身体能力と野性的勘は秀でており、その点は高く評価されている。スイッチが入ると真の実力を発揮する。貧乳であることを気にしている。名前の由来は「立花宗茂」から。
身長 - 170センチメートル、体重 - 55キログラム、誕生日 - 4月1日、血液型 - A型
松岡 正宗（まつおか まさむね）
声 - 前野智昭
立花をサバゲーに引き込んだホストの男性。歌舞伎町にあるホストクラブ「オリオン」に勤務している。チーム「トイ☆ガンガン」のリーダーで、仕事で鍛えた動体視力が武器。日本一のサバゲーマーを決める大会TGC（トップ・ガン・コンバット）での優勝を目指している。立花の実力を買っており、しばしばゲーム中にフォローすることもある。また、雪村とは学生時代からの友人で、苛めを受けていた雪村を救ったことから、雪村に深く信頼されている。「デザート・イーグル」の「デザート」をおやつの意味と勘違いし、愛銃に「つぶあん/こしあん」と名付けていた。ネーミングセンスも酷く、自身が命名した「トイ☆ガンガン」というチーム名は他チームから「ダサイ」と酷評される場面も目立つ。オーナーの許可のもと、自宅である月城荘の庭をサバゲーの練習場に改造している。過去にトイ☆ガンガンに所属していた女性が、緑にいたぶるように追い詰められて撃たれ、その後無言でトイ☆ガンガンを去って行ったことが深いトラウマとなっており、それ以来トイ☆ガンガンへの女性の加入を受け付けていない。
借金を抱える父親とスウェーデン人の母親との間に生まれ、中学時代に両親が離婚し親戚のもとに引き取られる。その後、高校時代に母親と街で再会するも、子供を連れて自分から去っていったことで、ショックを受けていたところ、上級生であった緑と出会い、サバゲーの道へと引き込まれる。以降、緑を深く信頼し共にプレーしていたが突然一方的にコンビを解消され、それ以来緑に強く執着するようになる。名前の由来は「伊達政宗」から。
身長 - 180センチメートル、体重 - 70キログラム、誕生日 - 12月24日、血液型- O型
雪村 透（ゆきむら とおる）
声 - 松岡禎丞
松岡に懐いているSM専門のエロマンガ家。エロゲーが大好きなセクハラ男。チームでの役割はスナイパー。過去に、友人に裏切られ自分の漫画を嘲笑されたことがきっかけで人間不信に陥るが、松岡に仲間と認められ救われたため、以降は松岡だけを仲間として信頼していた。そのため、当初はトイ☆ガンガンの新メンバーである立花を追い出そうとしていたが、立花のある意味自分勝手な正義感に触発され、仲間として認めるようになる。その後は自身の作品の単行本を立花にプレゼントしているが、一度も受け取ってもらえていない。緑とは松岡に関連した因縁関係にあり、遭遇した際はいつもの穏やかな性格は形を潜め、怒りに任せて殴り掛かるほど嫌っている。名前の由来は「真田幸村」から。
読み切り掲載時より人気のあるキャラクターで、NAOEは、「連載が決定したのも彼のおかげかもしれません」と語っている。人気投票企画では、好きなキャラクターランキングで1位を、ツーマンセル企画では松岡とのペアで1位を獲得している。
身長 - 173センチメートル、体重 - 54キログラム、誕生日 - 8月14日、血液型- AB型
細川 春樹（ほそかわ はるき）

立花が所属する以前からチーム☆トイガンガンに在籍していた元3人目の男性。かつて参加したTGCにてホシシロに完膚無きまでに負けたことが原因で、チームを去っている。その際引き留めようとした松岡に対し「お前のせいでサバゲーが嫌いになったんだよ」と暴言を吐いてしまう。性格は自分勝手でゲスな面が目立つが、松岡たちへの謝罪についてずっと悩んでいた一面もあり、本来は仲間思いの素直な性格で涙脆い。自分より全てにおいて優れている双子の弟・春花を苦手としており、チームを去ったのも春花が原因だった。名前の由来は「細川忠興」から。
身長 - 174センチメートル、体重 - 57キログラム、誕生日 - 3月3日、血液型 - B型

### ホシシロ
緑 永将（みどり ながまさ）
声 - 興津和幸
チーム「ホシシロ」のリーダーの男性。普段は星白病院の小児科の医師として働いている。銃を買いに来た立花と出会い、その際に彼女の体を触診しH&K G3 SAS HCを勧め、同時に立花が女であることを見抜いている。出会い頭に殴り掛かる雪村を簡単にいなし抑え込むことが出来るほどの格闘力を持つ。頭脳明晰で、人心掌握と先を見通すことと作戦立案能力に長けている。24発の弾丸全てを人間に命中させられるほどの高い狙撃能力を誇り、その腕前は自前の銃でなくても落ちることはない。そのため、サバゲープレイヤーとしては最高水準にあり、“難攻不落の皇帝”とも称されている。
相手を徹底的に痛めつけて嬲ることを楽しみ、TGCにおいても持ち前の身体能力を活かしてルールに抵触しない範疇で相手を狡猾に追い込んでいく。そのため、雪村をはじめとした数々の人物に恨みを買われている。自殺寸前だった松岡をサバゲーの道に引き込み、一緒に組んでサバゲーをしていたが、飽きた事を理由に一方的に捨てる。名前の由来は「浅井長政」から。
NAOEの学生時代の友人と色を擬人化して作ったキャラクター。作った当時は「優しいお兄さん」だったが、本作品に登場するにあたってその要素は減っており、読み切りでは借金取りという設定だった。なお、外見はさほど変化していない。
身長 - 175センチメートル、体重 - 62キログラム、誕生日 - 2月29日、血液型 - AB型
藤本 高虎（ふじもと たかとら）
声 - 木村良平
愛称は「ふじもん」。「チーム ホシシロ」のメンバーで、撃滅王の別名を持つ。普段は緑を敬愛する研修医。緑からは合鍵を渡されており、毎朝彼の起床を促し朝食をふるまっている。免許を所持していないため自転車で送迎しようとするが、交通ルールを理由に毎度断られている。優しい性格だが、コワモテで不器用であるため、患者からは怖がられている。サバゲーにおいては、総重量20kg以上あるミニガンを軽々持ち、走って敵を追い込むほどの怪力の持ち主。緑が「殺っておいで」とスイッチを入れるにより、撃滅王の顔に切り替える。名前の由来は「藤堂高虎」から。
身長 - 188センチメートル、体重 - 82キログラム、誕生日 - 11月11日、血液型 - A型
赤羽 市（あかばね いち）
声 - 喜多村英梨
ホシシロのメンバーで、チームでの役割は主にスナイパー。普段は緑を敬愛する看護師。藤本よりも後輩だが、隙あらばチームから追い出そうとするなど藤本に対しては辛辣に接する。緑に対しては狂信的な一面があり、緑の笑顔を「気持ち悪い」と貶した春花に対し激しい怒りを見せた。普段はクールで感情の起伏は薄いが、ヒットした敵の顔を間近で見たいという加虐心を満たすために、しばしば接近戦を仕掛ける癖がある。春花の脱退後、ホシシロに加入している。作中では1・2を争う巨乳の持ち主で、雪村から「漫画の参考にしたい」と言われたほど。名前の由来は「お市の方」から。
身長 - 150センチメートル、体重 - 42キログラム、誕生日 - 10月10日、血液型 - O型
細川 春花（ほそかわ はるか）

星白病院の呼吸器系担当の研修医。春樹の双子の弟。兄・春樹に教えてもらいサバゲーを始め、緑・藤本と共にホシシロを結成するが、春樹がサバゲーをやめてからはホシシロからも脱退する。だが、春樹の復活を受けて再度ホシシロに加入する。春樹に対し深い愛念を抱いており、四六時中春樹のことを考えながら過ごしている。だが、病的なまでの執着も見せており、兄の考えることはすべて分かると自称するが、自分の思考が兄を追い詰めていることには気付いていない。また、すべての能力値は自分の方が上のはずだが、それらはすべて、春樹が本気を出していないだけ、手を抜いているだけだと心から信じており、春樹と改めてサバゲーで戦いで負けることを望んでいる。何を考えているか分からないという理由で緑を苦手としている。
身長 - 175センチメートル、体重 - 59キログラム、誕生日 - 3月3日、血液型 - B型

### その他
宇佐木 歳三（うさぎ としぞう）
声 - 稲田徹
サバゲーショップ「ECHIZEN」の店長の男性。元傭兵で、傭兵時代は亀梨らと共にスリーマンセルを組んで行動していた。傭兵をやめた後、ECHIZENを開いている。立花を始め多くの客に怖がられており、立花は初めて来店した際には門番と勘違いしていた。世話焼きで、TGC当日の立花を気遣うなどしている。またショップには宇佐木独自の秘密ルールがあり、「上に上がります」という合言葉と共に秘密の2階でサバゲーの腕試しをさせてもらえ、店長の眼鏡にかなった者は希望の銃が格安で購入できる。しかし、これは一部の常連客しか知らない秘密ルールとなっている。既婚者で娘のらんを溺愛している。名前の由来は「土方歳三」から。
身長 - 198センチメートル、体重 - 95キログラム、誕生日 - 6月19日、血液型 - B型
亀梨 総司（かめなし そうじ）
声 - 東地宏樹
サバゲー大会TGCの主催者。普段は塾の講師をしており、口癖は「いつやるのか、と問う前にやれ」。以前は宇佐木と共に傭兵として活躍していた。クールで常に無表情だが、たまに取り乱したり激しい怒りを見せることがある。名前の由来は「沖田総司」から。
身長 - 178センチメートル、体重 - 70キログラム、誕生日 - 12月18日、血液型 - A型
相楽 華子（さがら はなこ）
声 - 植田佳奈
立花が定例会で出会った女性サバゲーマー。周囲からは「相楽隊長」と慕われている。普段は会社員で、同じ会社に勤める上司の油川恵、部下の河本三木三郎と共に定例会に参加することもある。彼らの下心と水面下での異性への牽制には気付いていない。
矢島 鼎（やじま かなえ）
声 - 堀江由衣
立花と同じ学校に通う高校生で彼女の親友。立花がサバゲーに関わる原因を作った人物だが、鼎自身は立花がサバゲーをやることについて快く思っていない。しかしTGCを経て落ち込む立花を見てられず、彼女独自のやり方で励まそうとした。松岡に一目ぼれし彼の勤めるホストクラブに来店しようとしたかと思えば、立花に「かわいい」と微笑まれ、思わず赤面して逃げ出したり、立花とのデートに喜ぶ様子を見せるなど、彼女に対し友情以上の情があるように窺わせる描写がある。

## 制作経緯
読み切りを描くための担当者との打ち合わせでNAOEは「漠然としたファンタジーではなく、何かをテーマにしたものを描いてみたらどうか」と担当者にアドバイスされ、さらにサバイバルゲームが流行っていることも聞く。これまでサバイバルゲームをしたことのないNAOEは取材のためにサバイバルゲームを体験したが、その当時降雪していたことに加えて食中毒で体調も優れていなかったため「やりたくない」と感じていたが、ある日取材に訪れたトイガンショップの店長が「少年のような笑顔」で語っていた事からNAOEは「サバゲーは大人が子供に戻るところが面白い」という事実に気付く。これを基にして読み切りが描かれる。その読み切りは連載権を獲得すると共に、「青春×機関銃」の原点となった。また、NAOEも店長を通じて参加した定例会で交流していくうちにサバイバルゲームを面白いと感じるようになっている。

## 作画
銃を扱う描写は、刀をイメージして描かれている。銃自体の作画は、単行本3巻辺りまでは一から描き起こしていたが、それ以降はモデリングを用いて描かれている。パーツの比率が変わると違う銃に見えてしまうため、TGCの回は「本当に大変だった」と語っている。

## 設定
構想当初は内気な高校生がサバイバルゲームをするという内容だったが、ありきたりに感じたため納得出来ずに悩んでいたが、店長との会話を通して、主人公は読者の高校生と同じ目線に拘らずに、サバイバルゲームを楽しむ大人とすることに行き着く。その上でサバイバルゲームとは縁遠そうなホストやエロ漫画家という設定が考えられた。
登場人物のキャラクター造形にあたっては、二面性を意識している。NAOEは「二面性が構築できた時がとても楽しい瞬間だ」と語っている。各登場人物の使用する銃については、NAOEの好みの銃や、キャラクターに合いそうだと感じたものをあてがっている。また、概念にとらわれずに描いていて楽しいものを選んでいる。

## 読み切り
前述の店長との会話を基に大人を主人公にした読み切りがガンガンONLINE「フレッシュガンガン 2011 Summer」に掲載された。主人公は松岡で、雪村も斉藤 雪村（さいとう ゆきむら）という名前だった。そして、『月刊Gファンタジー』2012年7月号から8月号にかけて第0話が前後編の読み切りとして掲載された。

## 書誌情報
- NAOE『青春×機関銃』 スクウェア・エニックス〈Gファンタジーコミックス〉、全18巻
  1. 2013年7月27日発行 ISBN 978-4-7575-4020-0
  2. 2013年07月27日発行 ISBN 978-4-7575-4021-7
  3. 2013年11月27日発行 ISBN 978-4-7575-4152-8
  4. 2014年04月26日発行 ISBN 978-4-7575-4298-3
  5. 2014年09月27日発行 ISBN 978-4-7575-4431-4
  6. 2015年02月27日発行 ISBN 978-4-7575-4574-8
  7. 2015年06月27日発行 ISBN 978-4-7575-4680-6
  8. 2015年10月27日発行 ISBN 978-4-7575-4784-1
  9. 2016年03月26日発行 ISBN 978-4-7575-4936-4
  10. 2016年08月27日発行 ISBN 978-4-7575-5037-7
    - 小冊子付き初回限定特装版 ISBN 978-4-7575-5038-4

  11. 2017年04月27日発行 ISBN 978-4-7575-5337-8
  12. 2017年07月27日発行 ISBN 978-4-7575-5424-5
  13. 2017年12月27日発行 ISBN 978-4-7575-5571-6
  14. 2018年04月27日発行 ISBN 978-4-7575-5704-8
  15. 2018年09月27日発行 ISBN 978-4-7575-5863-2
  16. 2019年05月27日発行 ISBN 978-4-7575-6141-0
  17. 2019年09月27日発行 ISBN 978-4-7575-6320-9
  18. 2019年09月27日発行 ISBN 978-4-7575-6321-6

青春×機関銃  公式ファンブック
- 7.5 2015年9月26日発行 ISBN 978-4-7575-4751-3
- 18.5 Last Combat 2019年9月27日発行 ISBN 978-4-7575-6276-9

## テレビアニメ
2015年7月より9月までTBS、MBS、CBC、TUT、BS-TBS、TBSチャンネル1にて放送された。全12話。なお特別編となる第13話が12月にスペシャルアニメとして放送された。

### スタッフ
- 原作 - NAOE（掲載 月刊Gファンタジー スクウェア・エニックス刊）
- 監督 - 中野英明
- 助監督 - 宮西哲也（第4話 - ）
- シリーズ構成・脚本 - 古怒田健志
- キャラクターデザイン・総作画監督 - 山中純子
- サブキャラクターデザイン - 小林利充
- プロップデザイン - 杉村友和
- アクション作画監督 - 才木康寛
- スーパーバイザー - 更一灯
- 美術監督 - 黛昌樹
- 色彩設計 - 加藤里恵
- 撮影監督 - 浅川茂輝
- 編集 - 木村佳史子
- 音響監督 - なかのとおる
- 音楽 - 橘麻美
- 音楽制作 - スターチャイルドレコード
- 音楽プロデューサー - 島居理恵
- プロデューサー - 山口泰広、島居理恵、大石祐道、黒崎祐貴、平賀忠和、藍谷厚史
- アニメーションプロデューサー - 米沢恵美
- アニメーション制作 - ブレインズ・ベース
- 製作協力 - キングレコード、ブレインズ・ベース、ソニー・ミュージックコミュニケーションズ、キャラアニ、ダックスプロダクション、日本ナレーション演技研究所
- 製作 - 青春×機関銃製作委員会、TBS

### 主題歌
オープニングテーマ「The Bravest Destiny」
作詞・作曲 - James Panda Jr. / 編曲 - 大島賢治、James Panda Jr. / 歌 - トイ☆ガンガン（前野智昭、松岡禎丞、小松未可子）
エンディングテーマ
「群青サバイバル」
作詞・歌 - 小松未可子 / 作曲・編曲 - ナカムラヒロシ
「チクタク」（第8話）
歌 - 立花蛍（小松未可子） / 作詞・作曲・編曲 - ナカムラヒロシ

### 挿入歌
「Trouble shooting」（第8話）
歌 - 小松未可子 / 作詞・作曲・編曲 - SiN
「ロッカー」（第12話）
歌 - 小松未可子 / 作詞・作曲・編曲 - ナカムラヒロシ

### 各話リスト
| 話数          | サブタイトル                         | 絵コンテ          | 演出                | 作画監督                                       |
| ------------- | ------------------------------------ | ----------------- | ------------------- | ---------------------------------------------- |
| 第1話         | 死なない殺し合いを始めようか         | 中野英明          | 中野英明 宮西哲也   | 小林利充、梶浦紳一郎                           |
| 第2話         | 仲間なんて要らないって言ったよね?    | 川口敬一郎        | 佐々木勅嘉 宮西哲也 | 小川浩司                                       |
| 第3話         | 最高の戦友になるんだからよ           | 徳本善信          | 徳本善信            | 黒岩園加、櫻井拓郎 白川茉莉                    |
| 第4話         | こいつはあの大会には向いてねぇよ     | 小柴純弥          | 小柴純弥            | 伊藤美奈                                       |
| 第5話         | このチームを抜けたくないっ！         | 中野英明          | 奥野浩行            | 梶浦紳一郎、小林利充                           |
| 第6話         | 嵐が、来る                           | 吉川博明          | 小柴純弥            | 小川浩司、飯飼一幸 小林利充                    |
| 第7話         | その希望、早くブチ壊してあげなきゃね | 宮西哲也          | 宮西哲也            | 櫻井拓郎、白川茉莉 椎田竹若、南伸一郎          |
| 第8話         | 今、君の心を支配するもの             | 徳本善信          | 徳本善信            | 伊藤美奈、奥野浩行                             |
| 第9話         | だから私はかっこいいっ！             | 小柴純弥          | 小柴純弥            | 梶浦紳一郎、飯飼一幸                           |
| 第10話        | この人たちと一緒に戦いたいっ         | 宮西哲也          | 宮西哲也            | 小林利充、小川浩司                             |
| 第11話        | いいこと、しましょうか               | 更一灯 徳本善信   | 徳本善信            | 櫻井拓郎、白川茉莉 椎田竹若、今泉竜太 南伸一郎 |
| 第12話        | この場所は譲らないっ！               | 中野英明          | 奥野浩行 宮西哲也   | 飯飼一幸、伊藤美奈                             |
| 第13話 (TVSP) | 獣たちの戦場だなっ！                 | 小柴純弥 中野英明 | 小柴純弥            | 梶浦紳一郎、小林利充 伊藤美奈                  |

### 放送局
| 放送期間                | 放送時間                     | 放送局             | 対象地域   | 備考                |
| ----------------------- | ---------------------------- | ------------------ | ---------- | ------------------- |
| 2015年7月3日 - 9月18日  | 金曜 1:46 - 2:16（木曜深夜） | TBSテレビ          | 関東広域圏 | 製作局              |
|                         | 金曜 2:47 - 3:17（木曜深夜） | CBCテレビ          | 中京広域圏 |                     |
| 2015年7月6日 - 9月21日  | 月曜 1:20 - 1:50（日曜深夜） | チューリップテレビ | 富山県     |                     |
| 2015年7月8日 - 9月23日  | 水曜 3:30 - 4:00（火曜深夜） | 毎日放送           | 近畿広域圏 | 『アニメ特区』第3部 |
| 2015年7月12日 - 9月27日 | 日曜 1:00 - 1:30（土曜深夜） | BS-TBS             | 日本全域   | BS放送              |
| 2015年7月20日 - 10月5日 | 月曜 1:00 - 1:30（日曜深夜） | TBSチャンネル1     | 日本全域   | CS放送              |

| 配信期間                | 配信時間           | 配信サイト         | 備考                          |
| ----------------------- | ------------------ | ------------------ | ----------------------------- |
| 2015年7月13日 - 9月28日 | 月曜 12:00 更新    | ニコニコチャンネル | 第1話無料、第2話以降1週間無料 |
|                         | 月曜 23:00 - 23:30 | ニコニコ生放送     |                               |
| 2015年7月16日 - 10月1日 | 木曜 12:00 更新    | バンダイチャンネル | 第1話無料、第2話以降有料      |
|                         |                    | GYAO!              | 第1話無料、第2話以降有料      |

| 放送期間       | 放送時間                     | 放送局    | 対象地域   | 備考   |
| -------------- | ---------------------------- | --------- | ---------- | ------ |
| 2015年12月25日 | 金曜 2:06 - 2:36（木曜深夜） | TBSテレビ | 関東広域圏 | 製作局 |
|                | 金曜 3:00 - 3:30（木曜深夜） | CBCテレビ | 中京広域圏 |        |
| 2015年12月27日 | 日曜 1:00 - 1:30（土曜深夜） | BS-TBS    | 日本全域   |        |

### BD / DVD
| 巻 | 発売日         | 収録話          | 規格品番   | 規格品番   |
| 巻 | 発売日         | 収録話          | BD         | DVD        |
| -- | -------------- | --------------- | ---------- | ---------- |
| 1  | 2015年9月30日  | 第1話 - 第2話   | KIXA-90571 | KIBA-92231 |
| 2  | 2015年10月21日 | 第3話 - 第4話   | KIXA-90572 | KIBA-92232 |
| 3  | 2015年11月25日 | 第5話 - 第6話   | KIXA-90573 | KIBA-92233 |
| 4  | 2015年12月23日 | 第7話 - 第8話   | KIXA-90574 | KIBA-92234 |
| 5  | 2016年1月27日  | 第9話 - 第10話  | KIXA-90575 | KIBA-92235 |
| 6  | 2016年2月24日  | 第11話 - 第13話 | KIXA-90576 | KIBA-92236 |

### Webラジオ
『アオハルラジオ〜白黒つけてやろうじゃないか！〜』のタイトルで2015年7月3日から10月16日までアニメ公式サイトにて毎週金曜日配信されていた。
パーソナリティ
- 前野智昭（松岡正宗 役）
- 松岡禎丞（雪村透 役）

コーナーレギュラー
- James Panda Jr.（オープニングテーマ制作者）

ゲスト出演者
- 小松未可子（立花蛍 役：第2回、第16回）
- 喜多村英梨（赤羽市 役：第3回）
- 木村良平（藤本高虎 役：第5回）
- 興津和幸（緑永将 役：第9回）